# Народное Собрание Западной Белоруссии

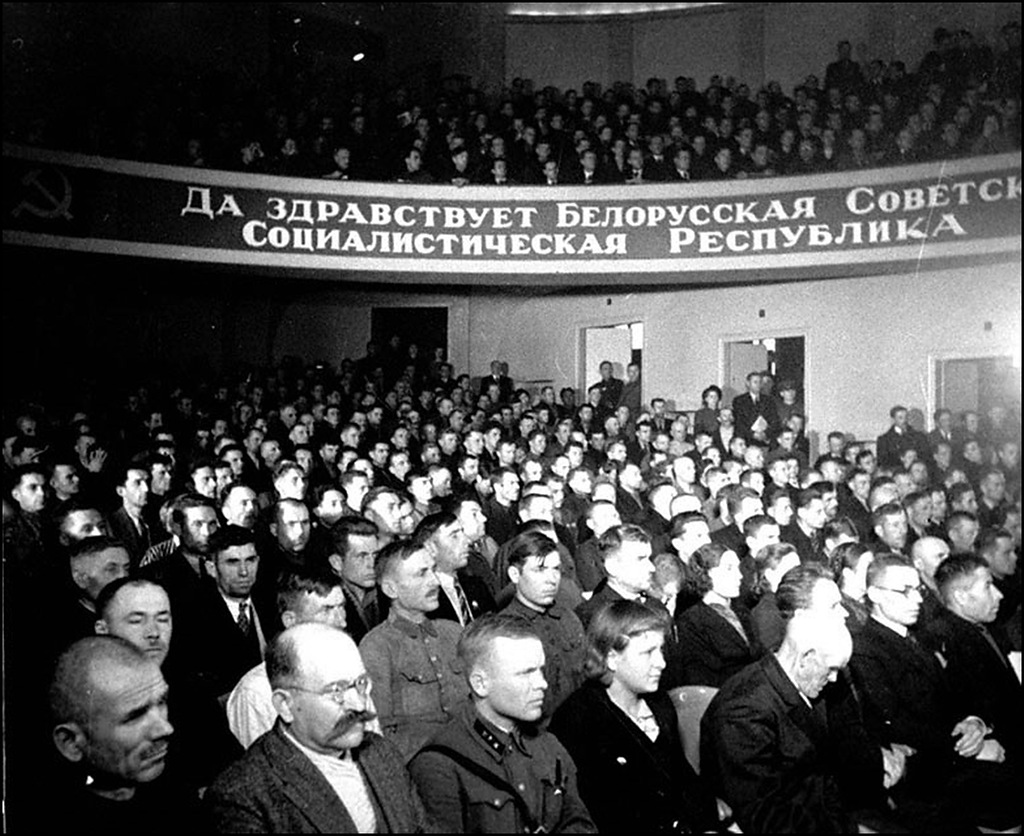
Заседание Народного собрания Западной Белоруссии в Белостоке

Народное Собрание Западной Белоруссии — собрание, прошедшее 28—30 октября 1939 года в городе Белостоке, законодательно закрепившее вхождение территорий Западной Белоруссии в состав БССР.

## Выборы в Народное Собрание

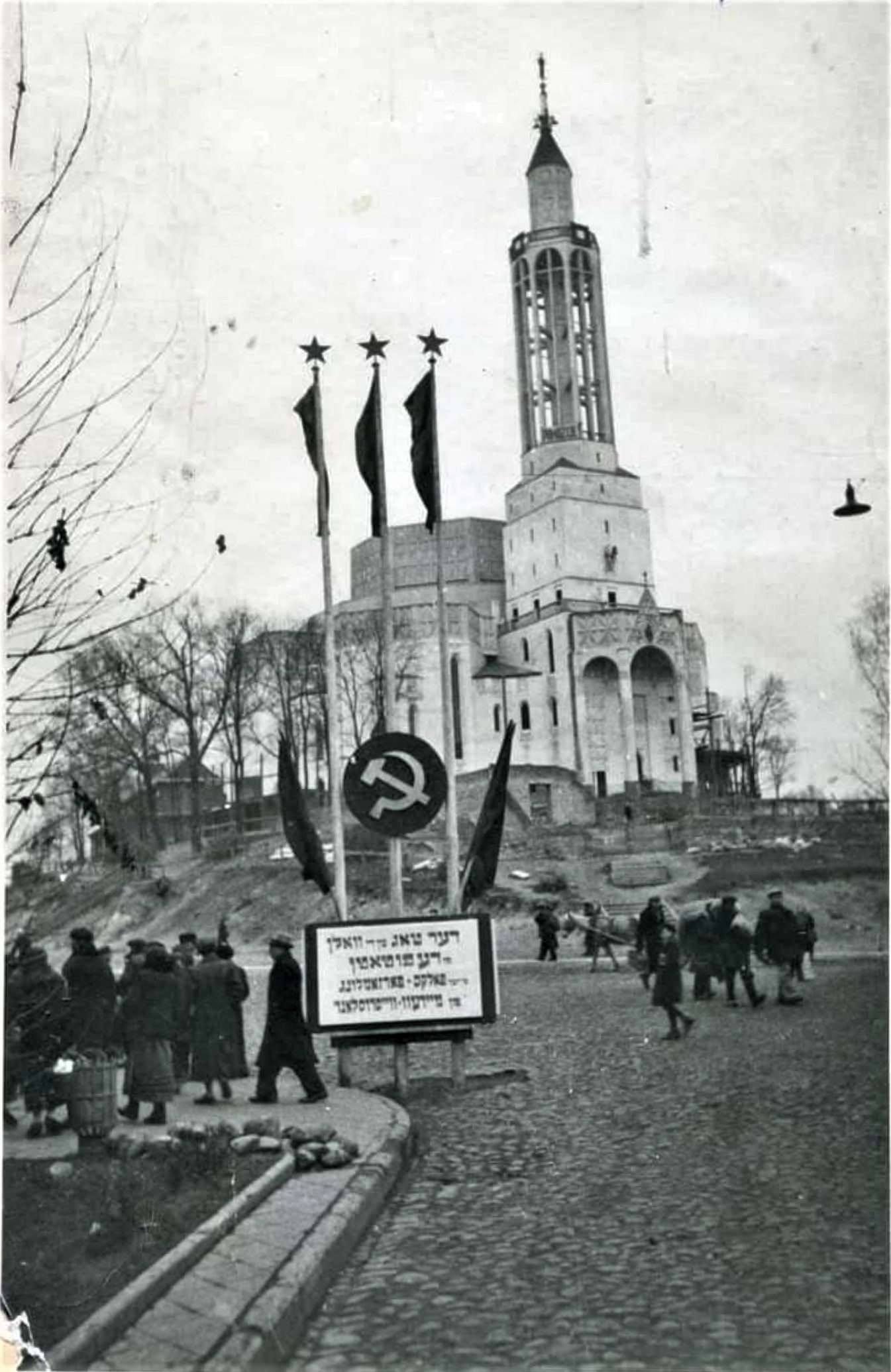
Объявление о выборах на идиш в Белостоке

1 октября 1939 г. было принято постановление Политбюро ЦК ВКП(б) «По вопросам Западной Украины и Западной Белоруссии» (протокол № 7 решения Политбюро ЦК ВКП(б) за 4 сентября — 3 октября 1939г.). Под территорией Западной Белоруссии подразумевалась территория бывших Новогрудского, Виленского, Белостокского и Полесского воеводств Польской Республики. Согласно этому постановлению, выборы в Народное Собрание Западной Белоруссии были назначены на 22 октября 1939 г. Пунктом 6 указанного постановления предусматривалось создание Комитета по организации выборов Народного Собрания Западной Белоруссии. В состав Комитета должны были войти представители Временного управления города Белостока, по одному представителю от каждой области, по 2 представителя от крестьянских комитетов, интеллигенции и рабочих организаций. Для помощи в организации выборов в Избирательный Комитет поручалось делегировать три представителя от Президиума Верховного Совета БССР. Временному управлению города Белостока необходимо было разослать соответствующие приглашения.
Пункт 10 постановления предусматривал следующее: «По вопросам порядка дня Народными Собраниями должны быть приняты декларации, текст которых подготовить ЦК КП(б)Б Украины (т. Хрущёв) и ЦК КП(б)Белоруссии (т. Пономаренко)».
2 октября 1939 г. бюро ЦК КП(б)Б рассмотрело и приняло к исполнению Постановление Политбюро ЦК ВКП(б) от 1 октября 1939 г. Секретарю ЦК КП(б)Б Малину и заведующему отдела ЦК Эйдинову было поручено «организовать группу и разработать проекты деклараций Народного собрания».
7 и 18 октября 1939 года состоялись заседания Комитета по организации выборов в Народное собрание Западной Белоруссии.
13 октября 1939 года прошло совещание секретаря ЦК КП(б)Б Н.Г. Грековой с уполномоченными ЦК КП(б)Б и ЦК ЛКСМБ по вопросу подготовки к выборам в Народное собрание Западной Белоруссии.

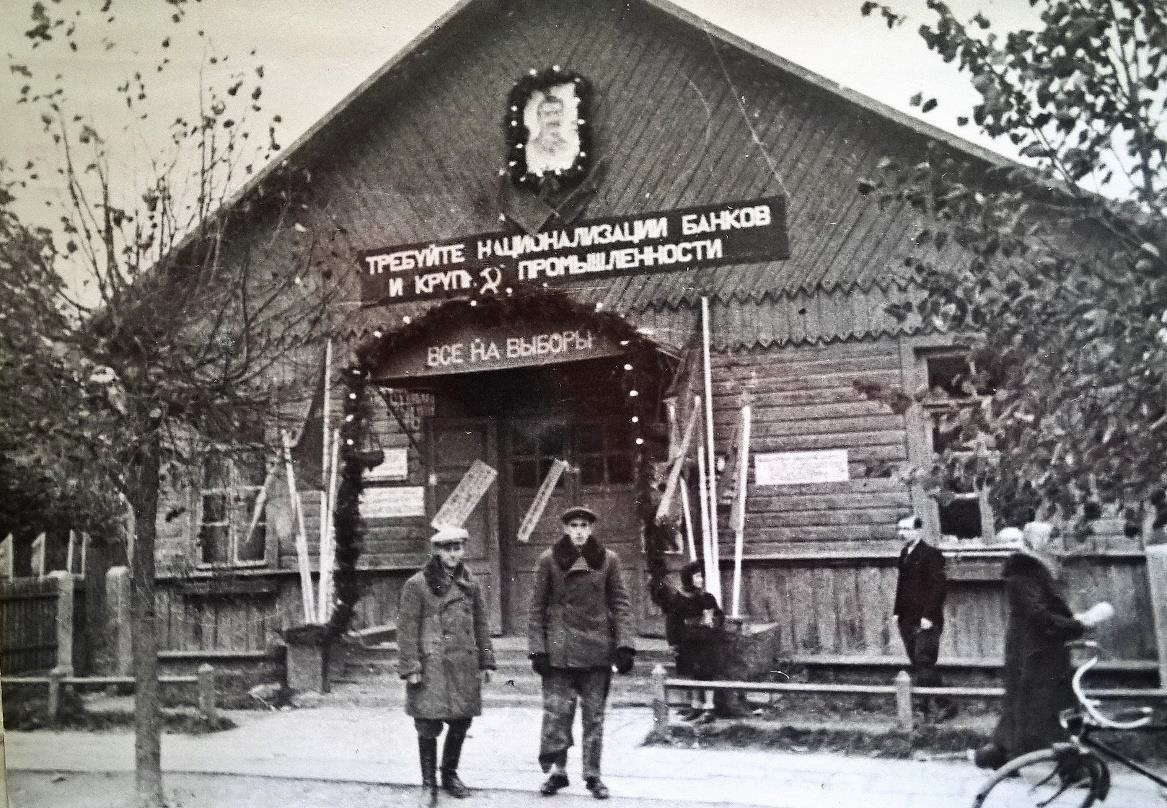
Один из избирательных участков в городе Барановичи в день выборов в Народное собрание Западной Белоруссии

22 октября 1939 г. прошли выборы в Народное Собрание Западной Белоруссии. Согласно Положению о выборах было создано 929 избирательных округов. Участвовать в выборах имели право все жители, достигшие 18-летнего возраста. Выдвигались кандидаты в депутаты Народного собрания крестьянскими комитетами, временными управлениями, собраниями рабочих по предприятиям, собраниями рабочей гвардии и интеллигенции.
В голосовании приняли участие 2 672 280 избирателей (96,71 % выборщиков), из них 2 409 522 проголосовали за выставленных кандидатов (90,67 % выборщиков). В результате прошедших выборов, из 929 кандидатов было избрано 927 депутатов, из которых было 804 мужчины и 123 женщины. 2 кандидата не набрали необходимого количества голосов (требовалось более 50 %).
По формальной активности избирателей выборы в Народное собрание Западной Белоруссии значительно превзошли выборы в польский Сейм в 1938 г. (в них приняли участие всего 45 % избирателей).

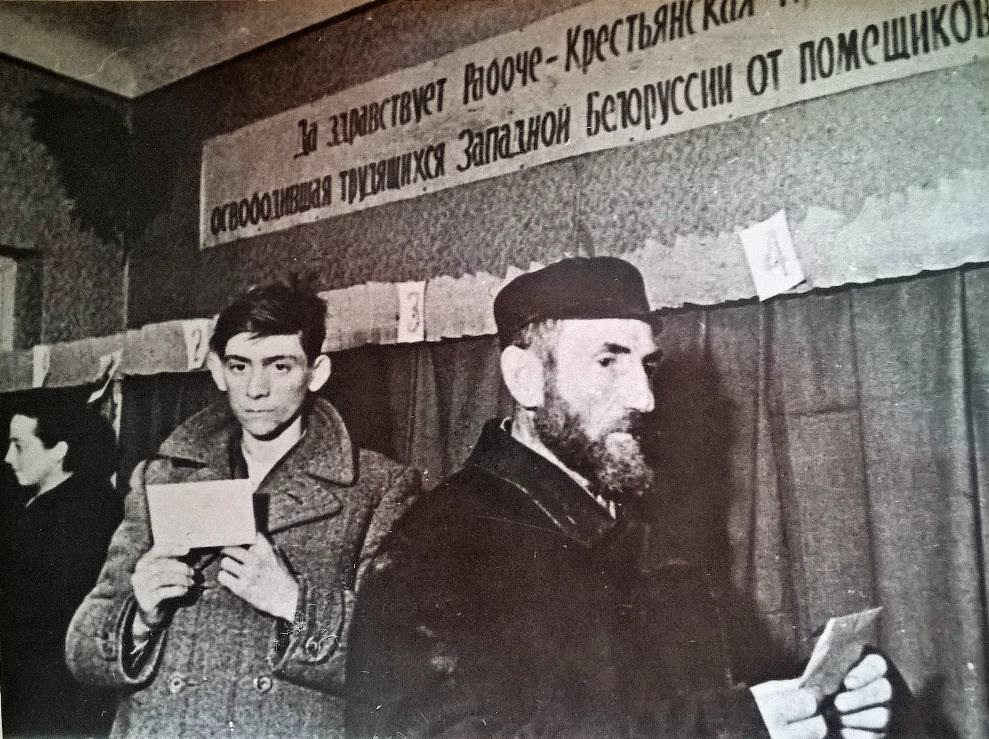
Избиратели Белостока голосуют

Вместе с тем, выборы были недемократическими. Председателями и членами участковых избирательных комиссий, а также агитаторами являлись военнослужащие РККА, Например, в 10-й армии в избирательной кампании принимали участие бойцы, командиры и политработники следующих частей: 5 стрелковый корпус, 2, 4  и 13 мотострелковые дивизии, 6 кавалерийский корпус, 6 кавалерийская дивизия, 6 танковая бригада, 66 авиабригада, 19 дорожно-эксплуатационный полк, 374 и 377 отдельные батальоны связи, 356 ОРД "ОСНАЗ", 205 и 210 зенитно-артиллерийские дивизионы, 463 АВЛ, батальон охраны Штарма, 14 железно-дорожный батальон, санитарный отряд, 1 мостовой батальон, склад ГСМ, штаб и политуправление (ПУ) 10 армии.
На местах были зафиксированы случаи активного сопротивления местного населения. Из оперативной сводки НКВД БССР: "23 октября с/г в 5 часов утра выстрелом через окно убит заместитель председателя избирательной комиссии 11-го участка Дрогиченского уезда Гречко Федот Петрович". В д. Рынковицы Новодворской волости Щучинского уезда выстрелом через окно был убит депутат Народного собрания Савелий Казимирович Ковойбо.

## Народное собрание

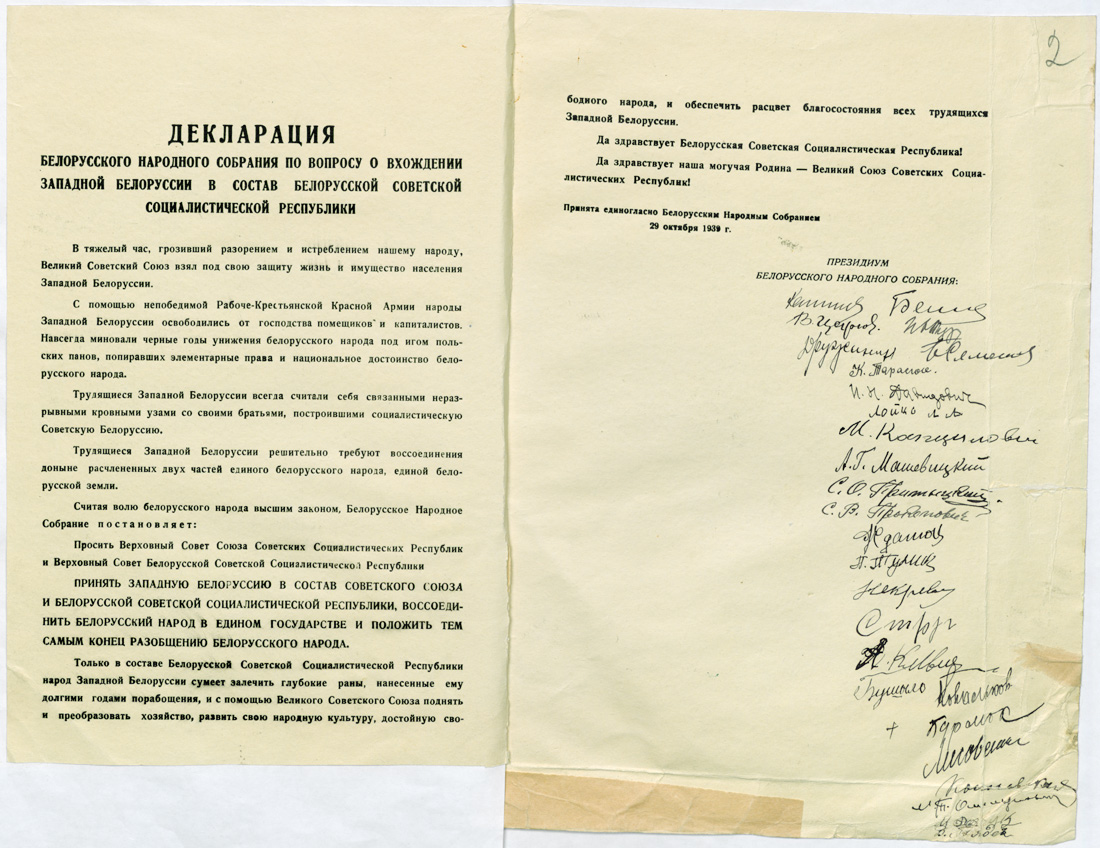
Декларация Белорусского народного собрания по вопросу о вхождении Западной Белоруссии в состав БССР, 29 октября 1939 года

28—30 октября 1939 г. в Белостоке прошло Народное Собрание Западной Белоруссии.
На повестке дня собрания было рассмотрение следующих вопросов:
1. О вхождении Западной Белоруссии в состав БССР[10].
2. О государственном строе[11].
3. О конфискации помещичьих земель[12].
4. О национализации банков и крупной промышленности[13].

29 октября собрание утвердило «Декларацию Белорусского Народного Собрания по вопросу о вхождении Западной Белоруссии в состав Белорусской Советской Социалистической Республики», в которой было напечатано: «Принята единогласно Белорусским Народным Собранием 29 октября 1939 г.»
Докладчиком на собрании по вопросу вхождения Западной Белоруссии в состав БССР выступил учитель и общественный деятель Флор Донатович Манцевич.
Народное собрание избрало Полномочную комиссию из 66 делегатов для передачи своих решений Верховному Совету СССР и Верховному Совету БССР.

## Итоги

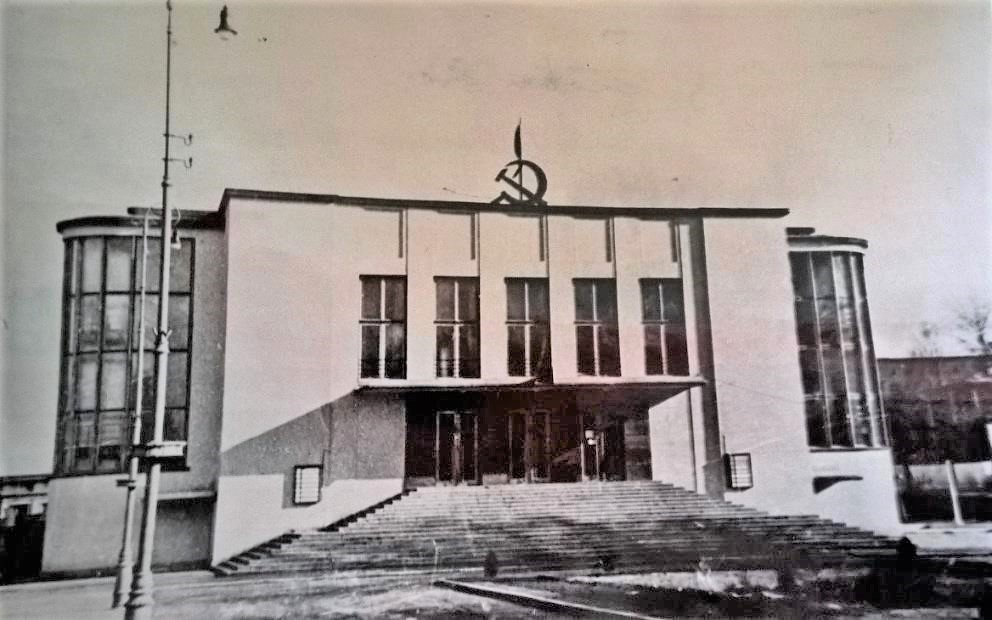
Городской театр Белостока, где заседало Народное собрание Западной Белоруссии

2 ноября 1939 г. на пятой внеочередной сессии Верховного Совета СССР Сергей Осипович Притыцкий выступил с заявлением Полномочной комиссии Народного Собрания Западной Белоруссии о присоединении Западной Белоруссии к БССР. На сессии Верховного Совета СССР выступили также следующие члены Постоянной комиссии: белорусский писатель Филипп Семенович Пестрак (д. Саковцы, Коссовская волость, Полесская область), крестьянин Н. И. Гринцевич (д. Савино, Куренецкая волость, Вилейский уезд), инженер чугунолитейного завода И. А. Турлейский (г.Ломжа), крестьянка М. С. Бушило (д. Бостынь, Лунинецкий уезд), рабочий текстильной фабрики В. А. Пырко (г.Белосток), крестьянка А. И. Федосюк (Кобринский уезд, Полесская область), крестьянин А. С. Малевич (д. Гули, Поставский уезд). Кроме того, с речью выступили депутат ВС СССР от Осиповичского избирательного округа Н. С. Лелина, депутат ВС СССР от Слуцкого округа Н. Я. Наталевич и заместитель председателя Совета народных комиссаров СССР Н. А. Булганин. В тот же день был принят Закон СССР «О включении Западной Белоруссии в состав Союза Советских Социалистических Республик с воссоединением ее с Белорусской Советской Социалистической Республикой» (подписали председатель президиума Верховного Совета СССР М.Калинин и секретарь А.Горкин).
14 ноября 1939 года третья внеочередная сессия Верховного Совета БССР постановила: «Принять Западную Белоруссию в состав Белорусской Советской Социалистической Республики и воссоединить тем самым белорусский народ в едином Белорусском государстве». В тот же день был принят Закон БССР «О принятии Западной Белоруссии в состав Белорусской Советской Социалистической Республики» (подписали председатель президиума Верховного Совета БССР Н.Наталевич и секретарь Л.Панков).
15 января 1940 г. на территории западных областей БССР были впервые проведены выборы в местные Советы.
В преддверии выборов в Верховные Советы СССР и БССР, в тюрьмах Белорусской ССР проводилась массовая зачистка польских офицеров и контрреволюционного элемента (согласно постановлению Политбюро ЦК ВКП(б) от 5 марта 1940 года).
24 марта 1940 г. были проведены выборы депутатов от западных областей БССР в Верховный Совет СССР и Верховный Совет БССР. В Верховный Совет СССР от западных областей БССР было выдвинуто 22 депутата.
В период с 1 по 20 апреля 1940 года в западных областях БССР планировалось проведение выборов парторганов во всех первичных, районных, городских и областных партийных организациях.